# フットボールス・アルスヴェンスカン2016
フットボールス・アルスヴェンスカン 2016 は、スウェーデン最上位サッカーリーグの第92シーズン目である。マルメFFが22回目の優勝を決め、通算19回目のスヴェンスカ・メスタレ・イ・フットボールとなった。昇格組はエステシュンズFK (初昇格)、およびヨンシャーピンス・セードラIF 
(1969年以来).。前回王者はIFKノールシャーピン。マルメのSM金メダル確定は、10月26日の第28節。首位マルメは敵地でファルケンバリを下し、2位IFKノルシェーピンがアウェイ・IFエルフスボリ戦を落とし、2試合を残して勝ち点差は6に開き (63:56)、逆転は不可能に。かくしてマルメが王座を奪回した。

## 出来事

### IFKノールシャーピン–ハンマルビーIF
- 2016年4月26日、オストイェータポーテンにて開催。試合終了間際、IFKノルシェーピンのPK獲得に憤慨したハンマルビーIF側ベンチからピッチに物が投げ込まれ、数分間も試合が中断した。その後再開され、ホームチームが3－1で勝利している[7][8][9]。

### IFKヨーテボリ–マルメFF
2016年4月27日、前半戦の「メースタ・メスタルメーテット」 (スウェーデン王者回数トップ2の対決) はガムラ・ウッレヴィで開催された。スコアレスで迎えた77分、ホームサポーターから元IFKヨーテボリの相手選手トビアス・サナに対して爆竹が投げつけられたため、試合が中断。怒ったサーナはコーナーフラッグを引き抜いて相手ゴール裏に投げ込んだので、「槍投げる槍投げる。奴は怒ってる。奴はお前らに槍を投げる」(Kasta spjut kasta spjut. Han är från Angered. Han kastar spjut på er..) というチャントのネタにされた 。至近距離にいた副審は恐怖を覚え、それ以上ジャッジを続けられなかった。また、試合を続行するかどうかのアナウンスが待たれていた間、観客がピッチに乱入した。その乱入者の中にはなんと、この年アイスホッケー・スウェーデン王者となるフレールンダICの選手も含まれていた 。
結局ゲームは打ち切られ、IFKヨーテボリに対する処分は、即座にスウェーデンサッカー協会から発表された 協議には警察・警備責任者・マッチコミッショナーも出席し、約40分ほどで没収試合と決定し、 5月5日にマルメFFの3－0勝利が正式発表された 。5月19日、IFKヨーテボリは規律委員会に処分撤回を訴えた。しかし主張は認められず、裁定は覆らなかった。

### ファルケンバリスFF–AIK
2016年5月20日の試合である。後半終了直前、AIKのカルロス・ストランドバリが味方のダニエル・スンドグレンの首にチョークホルダーをかける暴行事件があり、AIKはストランドバリを処罰した。さらにストランドバリに対しては、SvFFからの処分も予想された。 SvFFは5月28日から6月3日までストランドバリに全公式戦出場停止処分を下し、AIKの試合とアンダー21スウェーデン代表戦の欠場が確定した。

### ヨンシャーピンス・セードラ–エステシュンズFK
2015年8月15日開催。試合は90分に中断した。スコアは1－1。原因は覆面の観客1名が乱入し、エステシュンドのGKアリー・ケイタを殴り倒したことにある。 警備員は覆面暴行魔を捕まえようとフィールド上で追いかけまわしたが、最終的に警察が逮捕した。 
ケイタはしばらく昏睡状態でピッチに倒れこんでいたが、その後起き上がって、手を借りながらピッチを後にした。 マッチドクターと主審のヨナス・エリクソンは、彼のプレー続行を止めた。 
逮捕後、犯人は試合会場スタッズパルクスヴァッレンに爆破予告をしていたことを自白、実際ビジターファンのエリアにバッグ2つ分の爆発物を用意していた、と供述。 その後、誰もいないスタジアムで警察が調べたが、そんなバッグは見つからなかった。
試合は途中打ち切りとなったが、エステシュンズFKが勝利となるのか、やり直しとなるのかが注目された。またヨンシャーピンス・セードラが処罰を受ける可能性もあった。 スポーツ新聞の記者は、同じスタンドにいた観客数人に、彼らの近くにいたであろうあのフーリガンについて質問したが、みな異口同音に「彼は法を守る人間には見えなかった」と答えた。 
覆面の暴行魔がなぜフィールドに乱入しGKを殴ったのか、スタジアム爆破予告の供述をしたのか、まるで不明であったのだが、或いは八百長謀議と関係があるのではないかとささやかれた。8月16日、賭博運営会社スヴェンスカ・スペールが自主的に社内調査を行ったが、特に事件との関連するものは発見されず。逮捕された覆面暴行魔がどちらのサポーターでもなかったので、その観点からいえば1－1のスコアで引き分けという裁定もあり得た。
犯人はセーデルテリエ在住の17才の少年、マエあり。 彼は犯行を自白したが、さらなる証拠が見つかるまで釈放された。 
2016年8月25日、規律委員会は没収試合の決定を下し、エステシュンズFKの3－0の勝利となった。ヨンシャーピンス・セードラは処分撤回を求め、そして一般裁判所に提訴。2016年9月27日、裁判所は1－1の引き分けという判決を下した

### IFエルフスボリ–AIK
2016年9月25日開催。後半開始から数分後、、AIKファンのスタンドで火災が発生し、約20分試合が中断した。AIKファンが炊いていた発煙筒その他の火が、フラッグについたことが原因と見られている。6人が軽傷を負ったが、病院に搬送されるほどの怪我ではなく、1名が逮捕された。規律委員会は両クラブに対して処分を下す意思を示した。

### ハンマルビーIF–ユールゴーデンスIF
2016年10月17日開催。ストックホルムダービーは、ホームチームが4－2でリードしていた残り10分の所で中断された。DIFサポーターがフィールドに乱入、またスタンドから物を投げ込む等したためであった。15分から20分ほどの中断を経て試合は再開され、そのままのスコアで終了した。

## 出場クラブ
| クラブ                       | ホームタウン     | ホームスタジアム               | 芝生   | 収容人数 |
| ---------------------------- | ---------------- | ------------------------------ | ------ | -------- |
| AIK                          | ソルナ           | フレンズ・アレーナ             | 天然芝 | 50,000   |
| BKヘッケン                   | ヨーテボリ       | ブラヴィダ・アレーナ           | 人工芝 | 6,500    |
| ジュールゴーデンスIF         | ストックホルム   | テレ2・アレーナ                | 人工芝 | 30,000   |
| ファルケンベリFF             | ファルケンベリ   | ファルケンバリスIP             | 天然芝 | 4,000    |
| イェーヴレIF                 | イェーヴレ       | イェーヴレヴァッレン           | 人工芝 | 6,500    |
| GIFスンツヴァル              | スンツヴァル     | ノールポーテン・アレーナ       | 人工芝 | 7,700    |
| ハンマルビーIF               | ストックホルム   | テレ・トヴォー・アレーナ       | 人工芝 | 30,000   |
| ヘルシンボリスIF             | ヘルシンボリ     | オリンピア                     | 天然芝 | 16,500   |
| IFエルフスボリ               | ボロース         | ボロース・アレーナ             | 人工芝 | 16,899   |
| IFKヨーテボリ                | ヨーテボリ       | ガムラ・ウッレヴィ             | 天然芝 | 18,600   |
| IFKノールシャーピン          | ノールシャーピン | ニーア・パルケン               | 人工芝 | 15,734   |
| ヨンショーピング・ソードラIF | ヨンシャーピン   | スタッズパルクスヴァッレン     | 天然芝 | 5,500    |
| カルマルFF                   | カルマル         | グールドフォーゲルン・アレーナ | 天然芝 | 12,000   |
| マルメFF                     | マルメ           | スウェドバンク・スタディオン   | 天然芝 | 24,000   |
| オレブルーSK                 | オレブルー       | エイラヴァーレン               | 人工芝 | 12,300   |
| エステルスンドFK]            | エステルスンド   | イェムトクラフト・アレーナ     | 人工芝 | 6,626    |

### 人物・ユニフォーム
| クラブ                     | 監督               | キャプテン            | サプライヤー         | スポンサー        |
| -------------------------- | ------------------ | --------------------- | -------------------- | ----------------- |
| AIK                        | Rikard Norling     | Nils-Eric Johansson   | Adidas               | Åbro Bryggeri     |
| BKヘッケン                 | Peter Gerhardsson  | Martin Ericsson       | Nike                 | BRA Bygg          |
| ユールゴーデンスIF         | Mark Dempsey       | Kevin Walker          | Adidas               | Prioritet finans  |
| ファルケンバリスFF         | Hans Eklund        | David Svensson        | Nike                 | Gekås             |
| イェーヴレIF               | Thomas Andersson   | Anders Bååth          | Umbro                | 複数              |
| GIFスンズヴァル            | Joel Cedergren     | Tommy Naurin          | Adidas               | 複数              |
| GIFスンズヴァル            | Roger Franzén      | Tommy Naurin          | Adidas               | 複数              |
| ハンマルビーIF             | Nanne Bergstrand   | Kennedy Bakircioglu   | Puma AG              | LW                |
| ヘルシンボリスIF           | Henrik Larsson     | Peter Larsson         | Puma AG              | Resurs Bank       |
| IFエルフスボリ             | Magnus Haglund     | Kevin Stuhr Ellegaard | Umbro                | 複数              |
| IFKヨーテボリ              | Jörgen Lennartsson | Mattias Bjärsmyr      | Kappa                | Prioritet finans  |
| IFKノルシャーピン          | Jens Gustafsson    | Andreas Johansson     | Nike                 | Holmen            |
| ヨンシャーピンス・セードラ | Jimmy Thelin       | Tommy Thelin          | Nike                 | 複数              |
| カルマルFF                 | Peter Swärdh       | Rasmus Elm            | Hummel International | Hjältevadshus     |
| マルメFF                   | Allan Kuhn         | Markus Rosenberg      | Puma AG              | Volkswagen        |
| オレブルーSK               | Alexander Axén     | Robert Åhman-Persson  | Puma AG              | N/A               |
| エステシュンズFK           | Graham Potter      | Alex Dyer             | Adidas               | Östersunds kommun |

### 監督交代
| クラブ             | 退任者          | 理由 | 退任日        | 順位   | 後任者           | 就任日        |
| ------------------ | --------------- | ---- | ------------- | ------ | ---------------- | ------------- |
| マルメFF           | Åge Hareide     | 辞任 | 2015年12月2日 | 開幕前 | Allan Kuhn       | 2016年1月8日  |
| AIK                | Andreas Alm     | 解任 | 2016年5月13日 | 9      | Rikard Norling   | 2016年5月13日 |
| IFKノルシャーピン  | Janne Andersson | 辞任 | 2016年5月29日 | 2      | Jens Gustafsson  | 2016年6月1日  |
| イェーヴレIF       | Roger Sandberg  | 解任 | 2016年6月2日  | 15     | Thomas Andersson | 2016年6月2日  |
| ユールゴーデンスIF | Per Olsson      | 解任 | 2016年8月3日  | 14     | Mark Dempsey     | 2016年8月3日  |

## 順位表
| 順 | チーム                       | 試 | 勝 | 分 | 敗 | 得 | 失 | 差  | 点 | 出場権または降格                         |
| -- | ---------------------------- | -- | -- | -- | -- | -- | -- | --- | -- | ---------------------------------------- |
| 1  | マルメFF (C)                 | 30 | 21 | 3  | 6  | 60 | 26 | +34 | 66 | UEFAチャンピオンズリーグ 2017-18出場     |
| 2  | AIK                          | 30 | 17 | 9  | 4  | 52 | 26 | +26 | 60 | UEFAヨーロッパリーグ 2017-18出場         |
| 3  | IFKノールシャーピン          | 30 | 18 | 6  | 6  | 59 | 37 | +22 | 60 | UEFAヨーロッパリーグ 2017-18出場         |
| 4  | IFKヨーテボリ                | 30 | 14 | 8  | 8  | 56 | 47 | +9  | 50 |                                          |
| 5  | IFエルフスボリ               | 30 | 13 | 9  | 8  | 58 | 38 | +20 | 48 |                                          |
| 6  | カルマルFF                   | 30 | 12 | 8  | 10 | 45 | 40 | +5  | 44 |                                          |
| 7  | ジュールゴーデンスIF         | 30 | 14 | 1  | 15 | 48 | 47 | +1  | 43 |                                          |
| 8  | エステルスンドFK             | 30 | 12 | 6  | 12 | 44 | 46 | −2  | 42 | UEFAヨーロッパリーグ 2017-18出場         |
| 9  | オレブルーSK                 | 30 | 11 | 8  | 11 | 48 | 51 | −3  | 41 |                                          |
| 10 | BKヘッケン                   | 30 | 11 | 7  | 12 | 58 | 45 | +13 | 40 |                                          |
| 11 | ハンマルビーIF               | 30 | 10 | 9  | 11 | 46 | 49 | −3  | 39 |                                          |
| 12 | ヨンショーピング・ソードラIF | 30 | 8  | 11 | 11 | 32 | 39 | −7  | 35 |                                          |
| 13 | GIFスンツヴァル              | 30 | 7  | 9  | 14 | 38 | 54 | −16 | 30 |                                          |
| 14 | ヘルシンボリスIF (R)         | 30 | 8  | 5  | 17 | 34 | 52 | −18 | 29 | クヴァール・ティル・アールスヴェンスカン |
| 15 | イェーヴレIF (R)             | 30 | 6  | 9  | 15 | 34 | 56 | −22 | 27 | スーペルエッタン2017降格                 |
| 16 | ファルケンベリFF (R)         | 30 | 2  | 4  | 24 | 25 | 84 | −59 | 10 | スーペルエッタン2017降格                 |

1. ↑  スヴェンスカ・クッペン・イ・フットボール2016/2017（スウェーデン語版）優勝による出場

## クヴァール・ティル・アールスヴェンスカン
| ハルムスタッズBK              | 1–1      | ヘルシンボリスIF   |
| ----------------------------- | -------- | ------------------ |
| Frederik Helstrup 85分 (o.g.) | レポート | Adam Eriksson 74分 |

| ヘルシンボリスIF    | 1–2      | ハルムスタッズBK                  |
| ------------------- | -------- | --------------------------------- |
| Jordan Larsson 82分 | レポート | Marcus Mathisen 87分 (pen.), 90分 |

合計スコア3－2でハルムスタッツBKの勝利。

## データ
| 順位 | 選手                                 | 所属                 | 点数 |
| ---- | ------------------------------------ | -------------------- | ---- |
| 1    | ジョン・オウォエリ                   | BKヘッケン           | 17   |
| 2    | セバスティアン・アンデション         | IFKノールシャーピン  | 14   |
| 2    | ヴィーダル・アル・キャシュタンション | マルメFF             | 14   |
| 4    | ヴィクトル・プロデル                 | IFエルフスボリ       | 13   |
| 5    | マイケル・オルンガ                   | ジュールゴーデンスIF | 12   |

| 順位 | 選手                | クラブ                       | アシスト数 |
| ---- | ------------------- | ---------------------------- | ---------- |
| 1    | Magnus Wolff Eikrem | マルメFF                     | 15         |
| 2    | Simon Lundevall     | IFエルフスボリ               | 10         |
| 3    | Johan Bertilsson    | イェーヴレIF                 | 9          |
| 4    | Viktor Claesson     | IFエルフスボリ               | 8          |
| 4    | Stefan Ishizaki     | AIK                          | 8          |
| 6    | Astrit Ajdarević    | オレブルーSK                 | 7          |
| 6    | Nicklas Bärkroth    | IFKノルシェーピン            | 7          |
| 6    | Alex Dyer           | エステルスンドFK             | 7          |
| 6    | Alexander Farnerud  | BKヘッケン                   | 7          |
| 6    | Samuel Gustafson    | BKヘッケン                   | 7          |
| 6    | Eric Larsson        | GIFスンツヴァル              | 7          |
| 6    | Nasiru Mohammed     | BKヘッケン                   | 7          |
| 6    | Søren Rieks         | IFKヨーテボリ                | 7          |
| 6    | Emil Salomonsson    | IFKヨーテボリ                | 7          |
| 6    | Tommy Thelin        | ヨンショーピング・ソードラIF | 7          |